# Le Mesnil-Tôve

Le Mesnil-Tôve este o comună în departamentul Manche, Franța. În 2009 avea o populație de 230 de locuitori.